# 왕이천
왕이천(중국어: 汪逸尘, 병음: Wang Yichen, 한자음: 왕일진, 1995년 8월 6일 ~ )은 중화인민공화국의 바둑 기사이다. 후베이성 우한시 출신으로 중국기원 소속의 3단이다.

## 경력
후베이성 우한시에서 태어났다. 2009년 프로바둑에 입단했다. 2012년과 2013년 제1회와 제2회 바이링배 예선에 올랐지만 저우허양과 리캉에게 패배하여 탈락했다. 2013년 3단으로 승단했다. 2015년과 2016년 제2회 및 제3회 몽백합배 세계 바둑 오픈전 예선에 진출했다.